# Никольская волость (Херсонский уезд)
Никольская волость — административно-территориальная единица Херсонского уезда Херсонской губернии.
По состоянию на 1886 состояла из 11 поселений, 11 сельских общин. Население 3720 человек (1879 мужского пола и 1841 женского), 604 дворовых хозяйства.
|                       | Площадь, десятин | В том числе пахотной, дес. |
| --------------------- | ---------------- | -------------------------- |
| Сельских общин        | 4545             | 3775                       |
| Частной собственности | 30 235           | 11 994                     |
| Другой собственности  | 360              | 360                        |
| Всего                 | 35 140           | 16 129                     |

Самые большие поселения волости:
- Никольское (Репнинка) — село при реке Ингулец в 25 верстах от уездного города, 902 человека, 160 дворов, православная церковь, школа. За 2, 6 и 24 версты — рыбный завод, за 8 вёрст — 2 рыбных завода. За 16 вёрст — трактир.
- Дарьевка (Карловка) — село при реке Ингулец, 169 человек, 29 дворов, почтовая станция, земская станция, постоялый двор, мост через реку Ингулец.
- Понятиевка — село при реке Днепр, 325 человек, 56 дворов, школа.
- Роксандровка (Гаузена) — село при реке Ингулец, 314 человек, 44 двора, земская станция.
- Садовое (Фалеевка) — село при реках Днепр и Ингулец, 517 человек, 75 дворов, православная церковь.
- Федоровка (Кепени) — село при реке Ингулец, 454 человека, 74 двора, православная церковь, школа.